# Karl Dehn
Karl Dehn – norweski bokser, brązowy medalista Mistrzostw Europy z roku 1930.

## Kariera
W czerwcu 1930 zdobył brązowy medal na Mistrzostwach Europy, w kategorii półśredniej. W półfinale przegrał z reprezentantem Polski Witoldem Majchrzyckim, a w walce o trzecie miejsce pokonał Włocha Cesare Desio.
W roku 1928 był wicemistrzem Norwegii w kategorii lekkiej.